# رژه عید پاک (فیلم)
رژه عید پاک (به انگلیسی: Easter Parade) فیلمی محصول سال ۱۹۴۸ و به کارگردانی چارلز والترز است. در این فیلم بازیگرانی همچون جودی گارلند، فرد آستر، پیتر لافورد، ان میلر، جولز مانشین و کلینتون ساندبرگ ایفای نقش کرده‌اند.